# Léon Guérin (1807-1885)
Pour les articles homonymes, voir Léon Guérin.
Léon Guérin (Mortagne-au-Perche, 29 novembre 1807 - 31 décembre 1881) est un écrivain, journaliste, historien et poète français du XIXe siècle.

## Biographie
Léon Guérin commence sa carrière littéraire comme écrivain tantôt sous son nom, tantôt sous celui de Guérin-Dulion ou Léonide de Mirbel. Auteur de contes et de nouvelles, et poète - il publie dans sa jeunesse des Chants lyriques et autres essais poétiques (Éditions Garnier, 1829). Léon Guérin se lance dans le journalisme, il fonde le Journal des enfants, puis de  La Gazette des enfants et des jeunes personnes, avant de se spécialiser dans l'Histoire.
Il est nommé historiographe du musée de la marine en 1846. À ce titre, il est nommé chevalier de la légion d'honneur le 9 février 1846.

## Ouvrages
Sa production est aussi variée qu'abondante :
- Chronique du café de Paris : Le jeune homme, 1838
- Les Trois Fils du capitaine : voyage dans l'Amérique du Sud et aux Antilles, 1841
- Voyages du jeune Edmond au-delà du Gange et dans l'Empire chinois, 1841
- L'Élève de marine: voyages dans l'Amérique septentrionale, 1841
- Le Tour du monde, ou, Les mille et une merveilles des voyages, 1842
- Les Voix naïves : contes moraux destinés à la jeunesse, 1843
- Histoire maritime de France, 1844
- le prêtre et les murs, date inconnue
- Les Marins illustres de la France, 1845
- Les Jeunes Navigateurs : autour du monde, 1845
- L'Europe, histoire des nations Européennes, 1846
- Les Navigateurs français : histoire des navigations, découvertes et colonisations françaises, Paris, 1846
- Histoire de la marine contemporaine : depuis 1784 jusqu'à 1848, 1855
- Histoire maritime de France, comprenant l'histoire des provinces, des villes maritimes, des combats de mer, 1856 sur manioc.org
- Histoire de la dernière guerre de Russie (1853-1856) dans la mer, 1858